# Kalaallit Nunaata Radioa
Радио Гренландии (Kalaallit Nunaata Radioa) — вещательная организация датской автономной области Гренландия. Основана в 1958 году. Ведёт телепередачи по двум программам («КНР 1» («KNR 1») и «КНР 2» («KNR 2»)), радиовещание — по одноимённой программе, звучащей на средних и ультракоротких волнах. Радиовещание ведётся с момента основания организации, телевидение — с 1982 года. Руководство осуществляется правлением, назначаемым областным правлением Гренландии. Телецентр и радиодом в Нууке.